# Sílvia Domínguez Fernández
Sílvia Domínguez Fernández (Montgat, Maresme, 31 de gener de 1987) és una jugadora de bàsquet catalana ja retirada.
Formada en diversos clubs de bàsquets badalonins, Club Bàsquet Sant Josep, Col·legi Gitanjali i Badalona Bàsquet Club, va debutar a la Lliga femenina la temporada 2002-03 amb l'Universitari de Barcelona amb el qual va guanyar el títol de Lliga. Va jugar a l'Estudiantes de Madrid entre 2004 i 2006 i la temporada 2006-07 va fitxar pel Perfumerias Avenida, guanyant una Lliga espanyola, una Supercopa d'Espanya i una Eurolliga la temporada 2010-11. La temporada següent va fitxar pel Ros Casares València, guanyant una Lliga espanyola i l'Eurolliga, i el 2012-13 va jugar al l'UMMC Ekaterinburg, amb el qual aconseguí la seva tercera Eurolliga, una Supercopa d'Europa, tres lligues i dues copes russes. La temporada 2015-16 tornà al Perfumerias Avenida. Durant aquesta segona etapa amb el club salmantí, ha guanyat cinc Lligues espanyoles, cinc Copes de la Reina i quatre Supercopes d'Espanya.
És internacional absoluta amb la selecció espanyola des del dinou anys, debutà al Campionat del Món de 2006. S'ha proclamat tres vegades campiona d'Europa (2013, 2017, 2019) i subcampiona del món el 2014. Ha participat als Jocs Olímpics de Rio de Janeiro 2016, on aconseguí la medalla d'argent, i als de Tokio 2020. Pel que fa a la selecció, Silvia ha estat convocada en nombroses ocasions en categories inferiors, destacant la medalla d'or que va aconseguir en l'Europeu de Sofia amb la categoria sub20 durant l'estiu de 2007, on va ser membre del quintet ideal i MVP del torneig.
Entre d'altres reconeixements, el ple de l'Ajuntament de Montgat va decidir anomenar el poliesportiu municipal amb el seu nom l'any 2016.

## Palmarès
Clubs
- 3 Eurolligues de bàsquet femenina: 2010-11, 2011-12, 2012-13
- 1 Supercopa d'Europa de bàsquet femenina: 2013-14
- 7 Lligues espanyoles de bàsquet femenina: 2002-03, 2010-11, 2015-16, 2016-17, 2017-18, 2020-21, 2021-22
- 5 Copes espanyoles de bàsquet femenina: 2016-17, 2017-18, 2018-19, 2019-20, 2021-22
- 5 Supercopes d'Espanya de bàsquet femenina: 2010-11, 2016-17, 2017-18, 2018-19, 2020-21
- 1 Lliga catalana de bàsquet femenina: 2003-04
- 3 Lliga russa de bàsquet femenina: 2012-13, 2013-14, 2014-15
- 2 Copa russa de bàsquet femenina: 2012-13, 2013-14

Selecció espanyola
- 1 medalla d'argent als Jocs Olímpics d'Estiu de 2016
- 1 medalla d'argent al Campionat del Món de bàsquet femení: 2014
- 1 medalla de bronze al Campionat del Món de bàsquet femení: 2018
- 3 medalles d'or al Campionat d'Europa de bàsquet femení: 2013, 2017, 2019
- 1 medalla d'argent al Campionat d'Europa de bàsquet femení: 2023
- 2 medalles de bronze al Campionat d'Europa de bàsquet femení: 2009, 2015